# Сянтань
Сянтань (кит. спр. 湘潭市, піньїнь: Xiāngtán Shì) — місто-округ в китайській провінції Хунань. 

## Географія
Сянтань розташовується у центральній частині провінції.

### Клімат
Місто знаходиться у зоні, котра характеризується вологим субтропічним кліматом. Найтепліший місяць — липень із середньою температурою 25.7 °C (78.3 °F). Найхолодніший місяць — січень, із середньою температурою 5.3 °С (41.5 °F).
| Клімат Сянтаня          | Клімат Сянтаня | Клімат Сянтаня | Клімат Сянтаня | Клімат Сянтаня | Клімат Сянтаня | Клімат Сянтаня | Клімат Сянтаня | Клімат Сянтаня | Клімат Сянтаня | Клімат Сянтаня | Клімат Сянтаня | Клімат Сянтаня | Клімат Сянтаня |
| Показник                | Січ.           | Лют.           | Бер.           | Квіт.          | Трав.          | Черв.          | Лип.           | Серп.          | Вер.           | Жовт.          | Лист.          | Груд.          | Рік            |
| Середній максимум, °C   | 8              | 9,4            | 14,9           | 20,6           | 24,2           | 26,6           | 30,3           | 30,4           | 25,1           | 19,6           | 14,3           | 9,6            | 19,4           |
| Середня температура, °C | 5,3            | 6,6            | 11,2           | 16,3           | 20             | 22,5           | 25,7           | 25,6           | 21,2           | 16,4           | 11,5           | 7              | 15,8           |
| Середній мінімум, °C    | 3,5            | 4,4            | 8,3            | 12,9           | 16,8           | 19,3           | 22             | 21,7           | 18,4           | 14,1           | 9,4            | 5,1            | 13             |
| Норма опадів, мм        | 21.1           | 20.8           | 37             | 92.4           | 159.9          | 171.8          | 153.4          | 142.3          | 128.9          | 96.6           | 51.5           | 25.3           | 1101           |
| Днів з опадами          | 14,7           | 13,4           | 14,3           | 16,4           | 19,2           | 17,8           | 13,4           | 13,4           | 16,3           | 18,7           | 17,1           | 15             | 189,7          |
| Вологість повітря, %    | 78.6           | 76.1           | 73             | 73.8           | 76.2           | 78.5           | 76             | 74.1           | 78.6           | 81.5           | 80.8           | 80             | 77.3           |
| ----------------------- | -------------- | -------------- | -------------- | -------------- | -------------- | -------------- | -------------- | -------------- | -------------- | -------------- | -------------- | -------------- | -------------- |
| Джерело: Weatherbase    |                |                |                |                |                |                |                |                |                |                |                |                |                |

## Адміністративний поділ
Міський округ поділяється на 2 райони, 2 міста і 1 повіт:
| Карта                                 | Карта   | Карта    | Карта            |
| ------------------------------------- | ------- | -------- | ---------------- |
| Сянсян Шаошань Юйху ① Сянтань ① Юетан |         |          |                  |
| Статус                                | Назва   | Оригінал | Населення (2020) |
| Міський район                         | Юетан   | 岳塘区   | 483 762          |
| Міський район                         | Юйху    | 雨湖区   | 616 130          |
| Місто                                 | Сянсян  | 湘乡市   | 730 103          |
| Місто                                 | Шаошань | 韶山市   | 103 357          |
| Повіт                                 | Сянтань | 湘潭县   | 792 829          |